# Abydosaurus
Abydosaurus (som betyder "Abydos ödla") är en släkte av brachiosaurider sauropoder dinosaurier känd från skallen och postkranium material som finns i övre Lägre krita stenar i nordöstra Utah, USA.